# براینت هالیدی
برایِنت هالیدِی (انگلیسی: Bryant Haliday; ۷ آوریل ۱۹۲۸ – ۲۸ ژوئیهٔ ۱۹۹۶) بازیگر و تهیه کنندهٔ فیلم و تئاتر اهل کشور ایالات متحده آمریکا بود. او به همراه سایرس هاروی جونیور با تأسیس جنس فیلمز در ارائه ویترینی برای عناوین بین‌المللی فیلم در ایالات متحده بسیار مؤثر بود.